# Griffith Motors

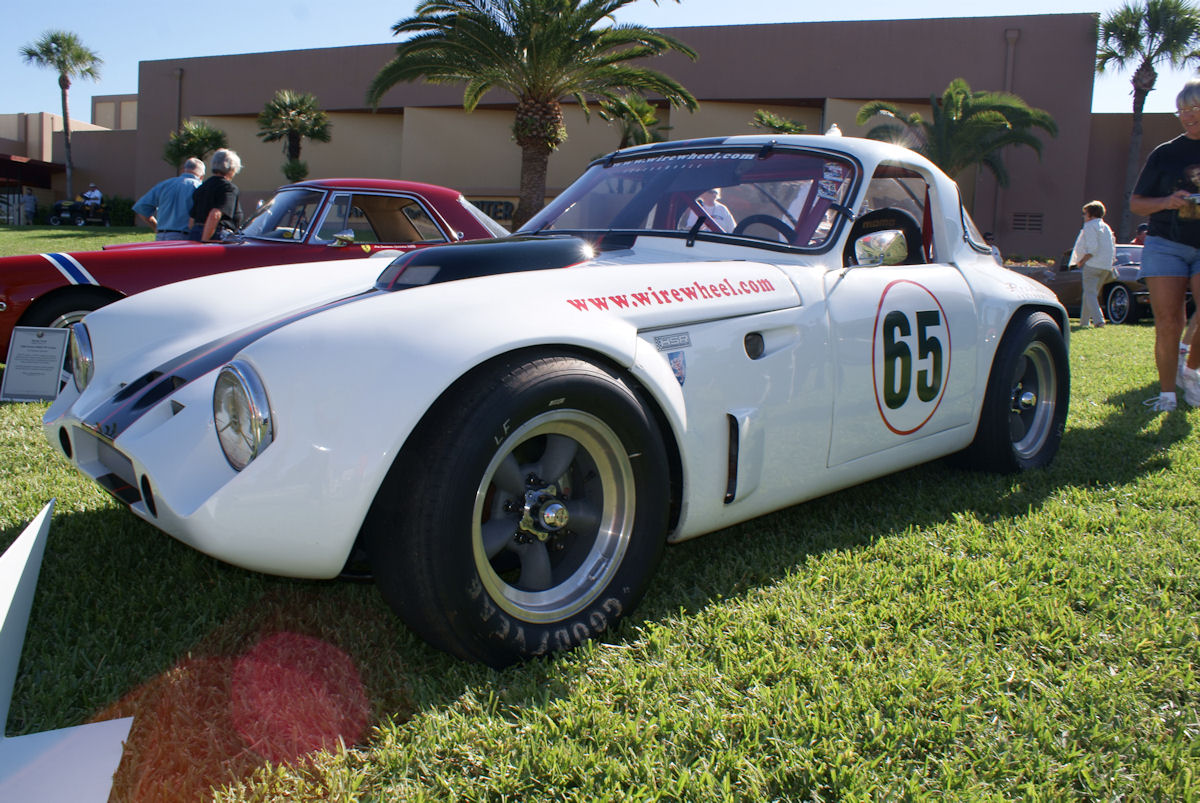
Griffith 200

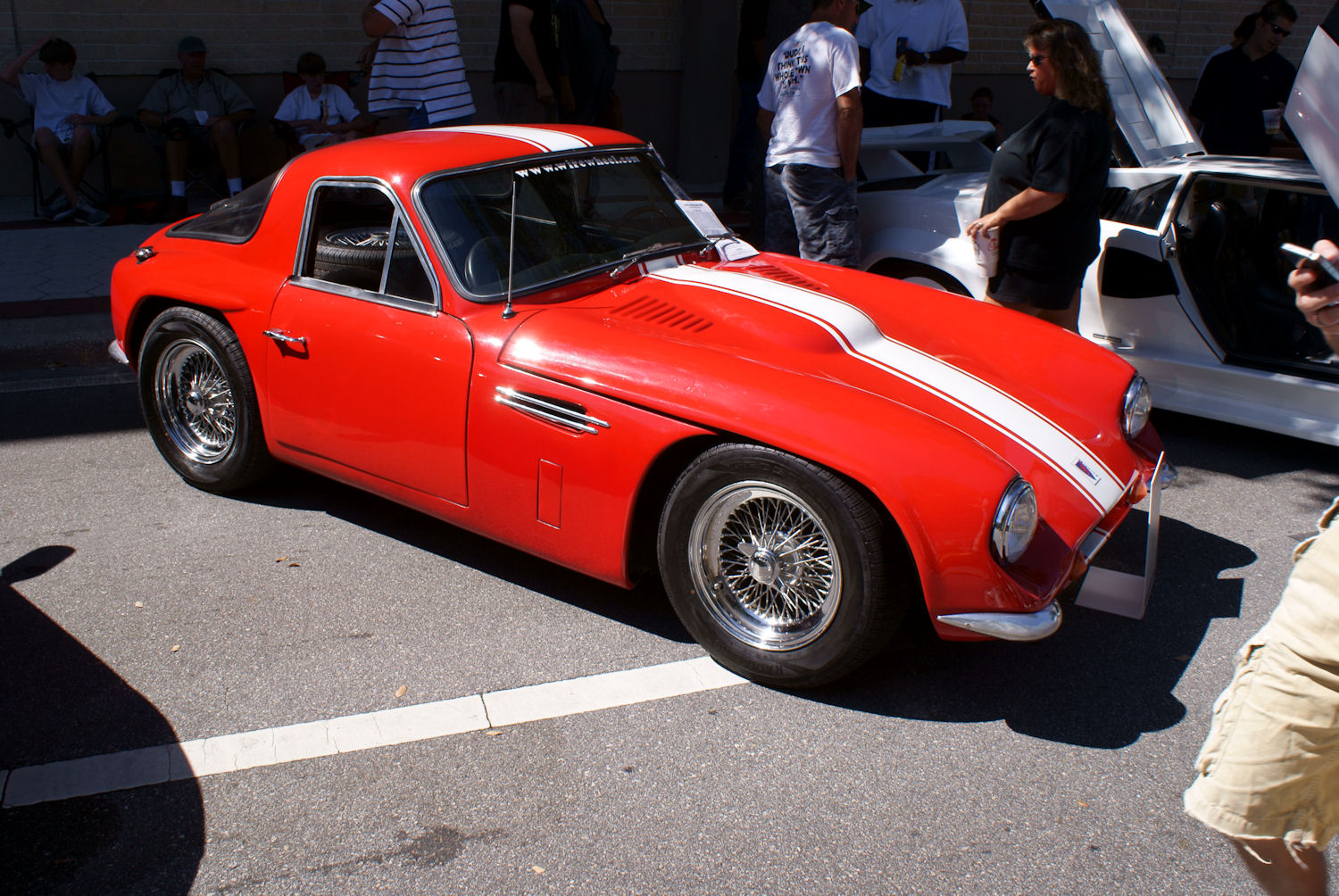
Griffith 400

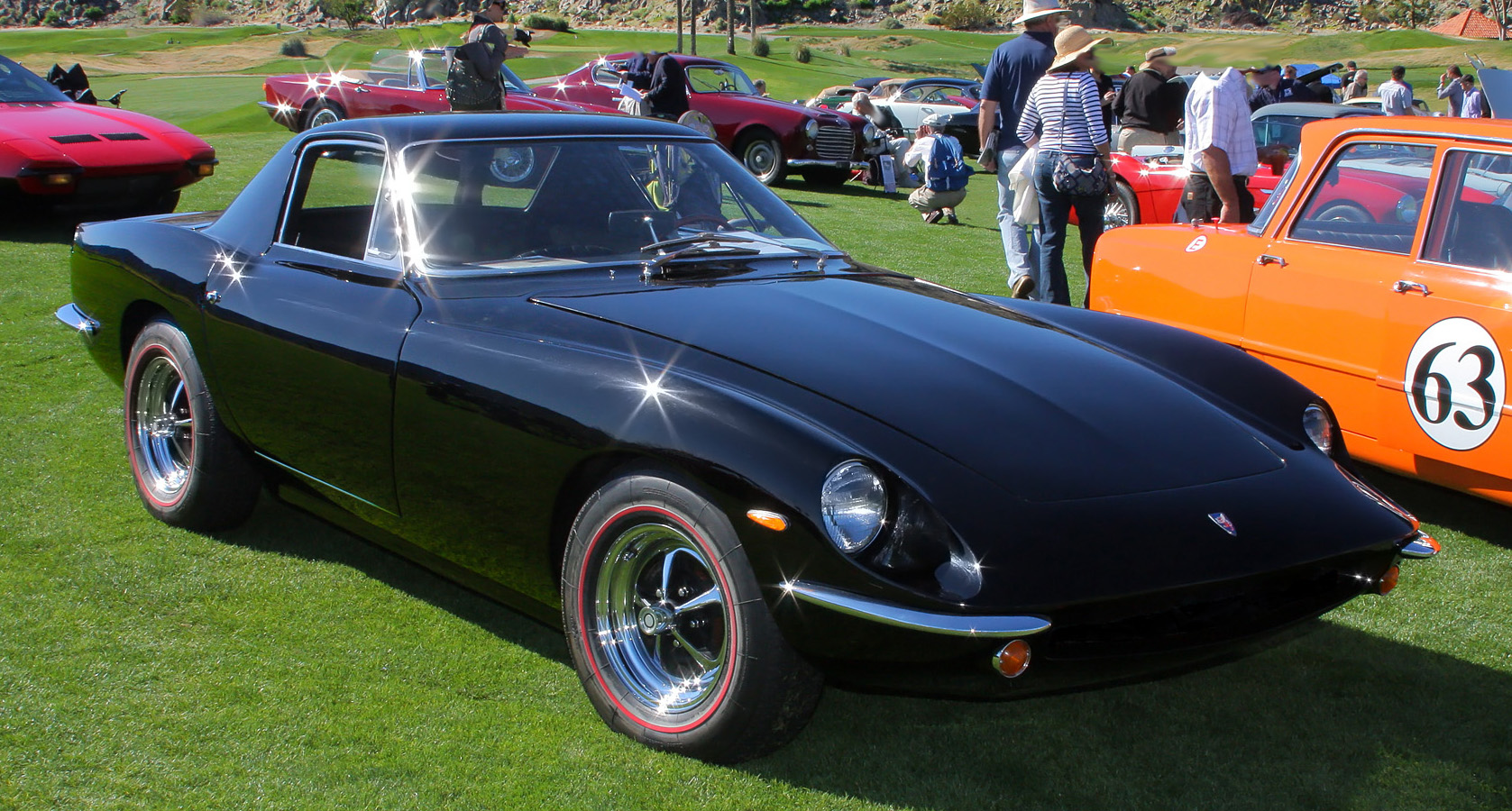
Griffith 600

Die Griffith Motors, Inc. war ein US-amerikanischer Automobilhersteller, der von 1963 bis 1966 in Hicksville (New York) ansässig war.

## Unternehmensgeschichte
Griffith Motors wurde von dem New Yorker Autohändler Jack Griffith gegründet. Das Unternehmen verkaufte zu Beginn der 1960er-Jahre unter anderem kleine britische Sportwagen der Marke TVR, die in Blackpool von Grantura Engineering hergestellt wurden und werksseitig mit Vierzylindermotoren von BMC, Coventry Climax oder Ford of Britain ausgestattet waren. Angeregt durch den Erfolg des ähnlich großen Sportwagens AC Cobra, bei dem Carroll Shelby einen britischen AC Ace mit einem US-amerikanischen Achtzylindermotor von Ford kombinierte, entwickelte Griffith ein vergleichbar konzipiertes Auto auf der Grundlage des TVR Grantura. Das als Griffith 200 bezeichnete Auto sollte auf dem US-amerikanischen Markt gegen den AC Cobra antreten. Die Verbindung zu TVR hielt bis 1965. In der zweiten Hälfte des Jahres 1965 kam es an der amerikanischen Ostküste zu längeren Streiks der Hafenarbeiter, die den mit Schiffen abgewickelten Handel zeitweise zum Erliegen brachten. Die aus dem britischen Blackpool in die USA geschickten TVR-Coupés konnten die Häfen nicht verlassen, sodass Griffith Motors faktisch keine Fahrzeuge mehr erhielt. Griffith bezahlte daraufhin seinen britischen Lieferanten nicht mehr, sodass für Grantura Engineering eine zentrale Einnahmequelle wegbrach. Im September 1965 war Grantura Engineering zahlungsunfähig und wurde liquidiert. Bis dahin waren etwa 250 Fahrzeuge vom Typ Griffith 200 und seinem Nachfolger Griffith 400 entstanden. 
Nach der Insolvenz von TVR übernahm der italienische Hersteller Intermeccanica die Rolle des Karosserielieferanten für Griffith. Intermeccanica hatte seit 1963 versucht, mit unterschiedlichen Vertragspartnern den Sportwagen Apollo GT in den USA zu verkaufen, war dabei aber jeweils nicht über geringe Stückzahlen hinausgekommen. Für Griffith konstruierte Intermeccanica mit dem Modell 600 einen neuen Sportwagen, der weder Bezüge zu den TVR-Modellen noch zum Apollo GT hatte. Die Zusammenarbeit von Intermeccanica und Griffith war auf die Fertigung von 1000 Autos ausgerichtet, tatsächlich entstanden aber nur sechs Griffith 600. Die Zahlungsunfähigkeit von Griffith Motors beendete das Projekt noch 1966. Das Projekt wurde zunächst an das Unternehmen Suspensions International in North Carolina weitergegeben, das den Wagen ab 1967 als Omega GT verkaufte. Auch diese Version war nur kurzlebig. Ab 1968 vermarktete Intermeccanica das weitgehend unveränderte Auto letztlich selbst unter den Modellbezeichnungen Intermeccanica Torino und Italia.

## Modelle
- Griffith 200 (1963–1964): ein TVR Grantura Mark III mit einem 4,7 Liter großen Achtzylinder-V-Motor von Ford aus der Baureihe Windsor. Produktionsumfang: 190 Stück.
- Griffith 400 (1964–1965): Nachfolger des Griffith 200. Der 400 basiert auf dem TVR Grantura 1800 S mit unverändertem Ford-Windsor-Achtzylindermotor. Produktionsumfang: 59 Stück.
- Griffith 600 bzw. Griffith GT: Stufenheckcoupé mit Kunststoffkarosserie und Achtzylinder-V-Motor von Plymouth. Nur wenige Exemplare.